# Zwillikon
Zwillikon (Schweizerdeutsch: Zwilike) ist eine Ortschaft der politischen Gemeinde Affoltern am Albis im Bezirk Affoltern im Kanton Zürich in der Schweiz.
Zu Zwillikon gehören die Siedlungen Loo, Ferenbach, Loch und Äspli. In Zwillikon befindet sich das Ortsmuseum der Gemeinde Affoltern am Albis.

## Geschichte

Historisches Luftbild von Walter Mittelholzer von 1923

Bei einem Handwechsel im November 1269 tauchte erstmals der Name apud Zwillinkon auf. Ein Ritter Kuno von Villmergen verkauft einige Güter für vier Mark Silber an die Äbtissin Udelhild vom Kloster Frauenthal. Um 1300 wurde eine Kapelle errichtet. Sie war eine Filiale der Kirche Unterlunkhofen. 1693 wurde in Zwillikon eine Schule gegründet. Lehrer Hurter unterrichtete etwa 40 Schüler im eigenen Haus. 1695 hatte Zwillikon 100 Einwohner (inklusive Loo/Fehrenbach). 1827 baute Johannes Stocker eine Spinnerei, die von der Wasserkraft des Jonenbachs betrieben wurde. 1865 eröffnete der Unternehmer Heinrich Bär bei der einstigen Mühle Loo eine Spinnerei. 1875 wandelte Jakob Andreas Biedermann seine Baumwollspinnerei (10'000 Spindeln) in eine Aktiengesellschaft um. 1902 führte man eine Strassenbeleuchtung ein, die auf 17 Öl- respektive Petroleumlaternen basierte. In Zwillikon gab es früher eine Metzgerei, eine Bäckerei, einen Laden und zwei Restaurants (Post und Neuhof). Heute gibt es noch einen Volg-Laden und drei Bushaltestellen.

## Wappen
Der Weiler Zwillikon führt das Wappen der Herren von Lunkhofen. Die Aargauer Gemeinde Unterlunkhofen führt ebenfalls das Wappen der Herren von Lunkhofen mit dem Unterschied, dass der Schild weiss-blau geteilt ist. Die Blasonierung lautet: «Fünfmal geteilt von Weiss und Schwarz, überdeckt von rotem Pfahl.»

## Persönlichkeiten
- Der bekannteste Zwilliker ist Jacob Grob, der erste Lokomotivführer der Schweiz.
- Am Knabenschiessen haben schon zwei Zwilliker(innen) gewonnen: Marcel Steiner (1994 mit 35 Punkten) und Fabienne Frey (2004 mit 34 Punkten).

## Kapelle Zwillikon

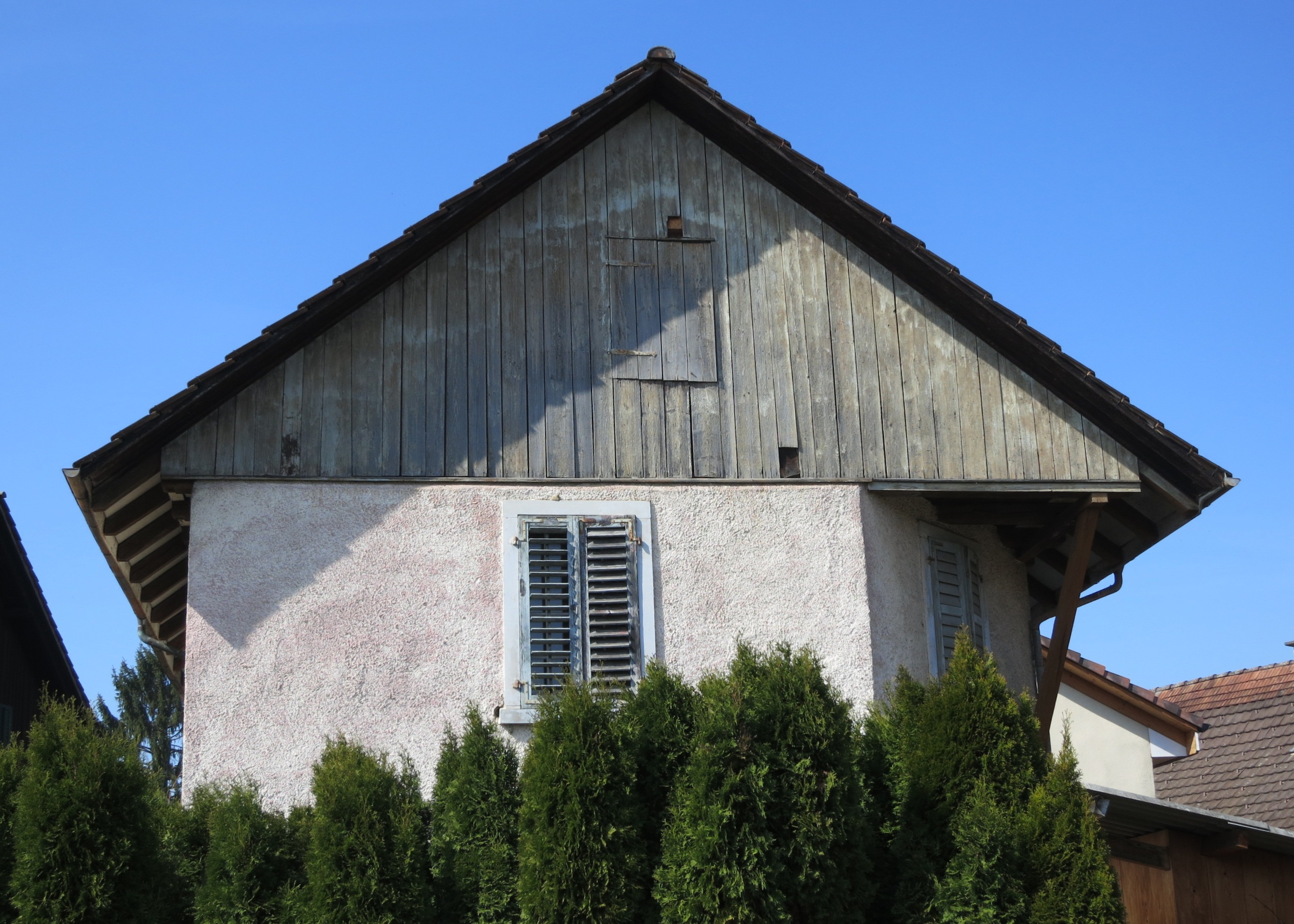
Ehemalige Kapelle Zwillikon (Chorteil)

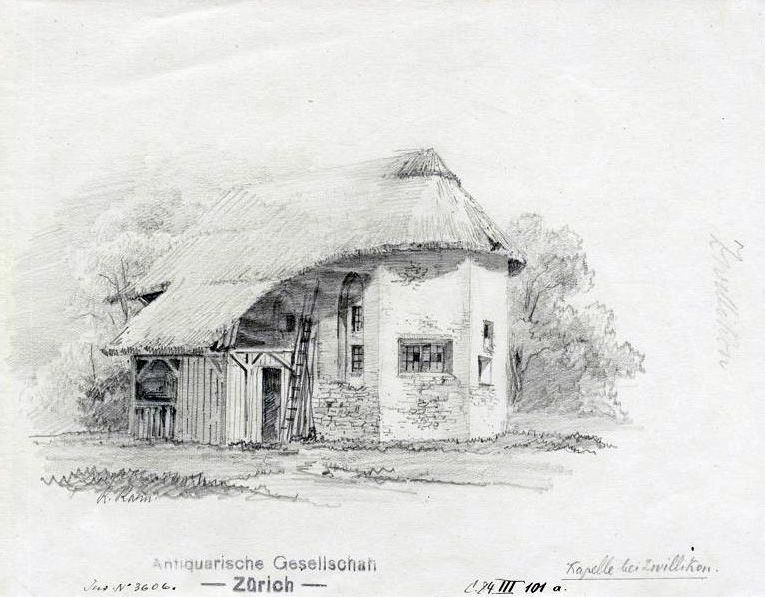
Kapelle Zwillikon, Bleistiftzeichnung von Johann Rudolf Rahn 1841–1912

Aus dem Mittelalter gibt es auf dem Gemeindegebiet von Affoltern am Albis nur noch zwei Gebäude aus Stein. Die Grundmauern der romanischen Kirche in Affoltern und die Kapelle in Zwillikon von 1300. Die an der Weidstrasse gelegene Kapelle wurde 1840 in ein Doppelwohnhaus umgebaut, wobei der Chor in den einen Hausteil und das Schiff in den anderen integriert wurde. Die gotischen Spitzbogenfenster wurden zugemauert. Die Kapelle lässt sich nur noch an den etwas erhöhten Fenstern und der speziellen Form des heutigen Gebäudes erahnen.